# Vriesebrug
De Vriesebrug is een gemeentelijk monument over de Spuihaven in de Nederlandse stad Dordrecht.

## Geschiedenis
Tot 1871 stond hier een ophaalbrug die later werd vervangen door een ijzeren draaibrug. In 1931 verloor de Spuihaven door afdamming haar functie als haven en werd de draaibrug vervangen door een enkelvoudige basculebrug met een brugwachters- en een bedieningshuisje naar ontwerp van Allard J. Argelo. De huidige vaste brugvorm is van 1965. De bouwstijl is typerend voor de Amsterdamse School.
De Vriesebrug zag tijdens de Duitse aanval op Nederland in 1940 zware strijd.

## Gemeentelijk monument
De Rijksdienst voor het Cultureel Erfgoed erkent de cultuurhistorische waarde van de brug als uiting de economische en maatschappelijke ontwikkeling van Dordrecht en ziet een hoge zeldzaamheidswaarde in architectonisch en stedenbouwkundig opzicht.